# Biota (økologi)
Biota er alle de levende organismer i et bestemt miljø (planter, dyr, svampe, bakterier og arker). De er økosystemets levende grundelementer. Påvirkninger, der rammer miljøet, ses først som stoflige ændringer eller som adfærdsændringer hos de enkelte levende væsner. Begge dele kan i deres konsekvens føre til beskadigelser af enkelte individer. Senere kan skaderne blive udløsende for ændringer i økosystemets helhed på grund af biotas sammenknytning med systemet. Af den grund, men også på grund af deres funktion som genressource, af etiske grunde og i sidste instans af hensyn til menneskers velvære må de betragtes som miljøelementer, der bør beskyttes. Mennesket bliver normalt ikke talt med blandt biota, men betragtes særskilt på trods af dets afhængighed af økosystemets funktioner. Det sker på grund af menneskets sociale og økonomiske forbundethed med miljøet.